# Kalinovac (Chorwacja)
Kalinovac – wieś w Chorwacji, w żupanii kopriwnicko-kriżewczyńskiej, w gminie Kalinovac. W 2011 roku liczyła 1463 mieszkańców.